# خورشیدگرفتگی ۳ نوامبر ۱۹۷۵
خورشیدگرفتگی ۳ نوامبر ۱۹۷۵ (به انگلیسی: Solar eclipse of November 3, 1975) یک خورشیدگرفتگی از نوع خورشیدگرفتگی جزئی است. این خورشیدگرفتگی در تاریخ ۳ نوامبر ۱۹۷۵ میلادی (‎۱۲ آبان ۱۳۵۴ خورشیدی) روی داد که زمان اوج آن، ساعت ۱۳:۱۵:۵۴ به‌وقت ساعت هماهنگ جهانی بوده‌است.